# Люмпенові
Люмпенові (Lumpeninae) — підродина окунеподібних риб родини Стіхеєві (Stichaeidae). Відомо 10 морських видів, що мешкають на півночі Тихого океану та Атлантики.

## Опис
Люмпенові мають подовжене тіло вкрите дрібними лусочками. Тіло досягає від 7,8 до 70 см завдовжки. Анальний плавець має 5 шипів на його початку. Грудні плавці великі і кількість променів грудних плавців становить від 12 до 16. Черевні плавці мають 6 жорстких променів.

## Класифікація
- Підродина Люмпенові (Lumpeninae)
  - Рід Acantholumpenus
    - Acantholumpenus mackayi

  - Рід Anisarchus
    - Anisarchus macrops
    - Anisarchus medius

  - Рід Anoplarchus
    - Anoplarchus insignis
    - Anoplarchus purpurescens

  - Рід Leptoclinus
    - Leptoclinus maculatus

  - Рід Leptostichaeus
    - Leptostichaeus pumilus

  - Рід Lumpenella
    - Lumpenella longirostris

  - Рід Lumpenus
    - Lumpenus fabricii
    - Lumpenus lampretaeformis
    - Lumpenus sagitta

  - Рід Neolumpenus
    - Neolumpenus unocellatus

  - Рід Poroclinus
    - Poroclinus rothrocki